# ゴールデン・グローリー
ゴールデン・グローリー（Golden Glory）は、オランダのキックボクシングと総合格闘技のジム及びプロモーション。代表はバス・ブーン。

## 概要
1999年にバス・ブーンとフレデリコ・ラペンダによって設立された。
2006年9月にジム自主興行「アルティメット・グローリー（ULTIMATE GLORY）」を開催、その後「グローリー（GLORY）」に大会名を変更し、育成大会「アップカミング・グローリー」も開催するようになった。
2009年1月23日にはルーマニア支部をオープンし、その後はタイ支部もオープンした。
2009年10月17日にはジム創設10周年記念大会として「GLORY 11: A Decade of Fights」を開催。さらに2010年10月16日には、優勝賞金15万ドルを懸けたK-1ルールと修斗ルールのトーナメント「Glory Full Tilt Poker Kickboxing & MMA World Series 2010-2011」を開催するなど、ジムが開催する自主興行としては異例な規模の大きさの大会を主催した。最終的にこれらの興行は、2012年よりグローリー・ワールドシリーズに発展し、グローリー・スポーツ・ インターナショナルとなるジムとは別の運営母体による大規模な興行シリーズとして運営されることになった。

## 主な元所属選手
- セミー・シュルト - 正道会館所属とされているが、練習の中心はゴールデン・グローリーである
- アリスター・オーフレイム
- セルゲイ・ハリトーノフ
- ヴァレンタイン・オーフレイム
- ギルバート・アイブル
- ヒース・ヒーリング
- ユノラフ・エイネモ
- マルース・クーネン
- ラモン・デッカー - チームでトレーナーも務めていた
- ステファン"ブリッツ"レコ
- グーカン・サキ
- エロール・ジマーマン
- ニキー"ザ・ナチュラル"ホルツケン
- ナオフォール“アイアン・レッグ” - マネージメント契約のみ
- ハリッド"ディ・ファウスト"
- アジス・ヤヤ
- シアー・バハドゥルザダ

## グローリー・スポーツ・インターナショナル
グローリー・スポーツ・インターナショナル（Glory Sports International Pte LTD.）は、格闘技イベントを主催するイベント会社。略称はGSI。
2011年にゴールデン・グローリージムが中心となりシンガポールに設立。投資家のピエール・アンデュランド（Pierre Andurand）が出資し、会長にも就任した。
2012年にGSI主催興行として「GLORY」を旗揚げした。
2012年6月30日にはIT'S SHOWTIMEを買収。
2012年12月2日に日本の幕張メッセで「GLORY 4」を開催するのに伴い、その運営を担う日本法人として「株式会社Gエンターテイメント」を設立した。
2012年10月25日、FEGとリアルエンターテインメントが主催してきた総合格闘技イベントDREAMの運営を継承することが発表され、大晦日興行「DREAM.18」よりGSIのMMAブランドとして再始動することになり、運営法人もGLORYの日本法人とは別法人を設立する予定とした。
2012年11月29日、GSI本部のあるシンガポールを拠点としDREAMとも提携していたONE FCと提携を結んだことが発表された。